# Rolandas Makrickas
Rolandas Makrickas (Biržai, 31 de janeiro de 1972) é um cardeal lituano da Igreja Católica, atual arcipreste da Basílica de Santa Maria Maior.

## Biografia
Recebeu a ordenação presbiteral em 20 de julho de 1996, sendo incardinado na Diocese de Panevėžys. Entre 1996 e 2001 foi subsecretário da Conferência Episcopal Lituana e chefe da Comissão Nacional do Grande Jubileu de 2000. Obteve o doutoramento em história eclesiástica pela Pontifícia Universidade Gregoriana de Roma em 2004. Tendo entrado no serviço diplomático da Santa Sé em 1 de julho de 2006, trabalhou nas Representações Pontifícias na Geórgia, Suécia, Estados Unidos e Gabão, e na Seção de Assuntos Gerais da Secretaria de Estado. De 15 de dezembro de 2021, foi nomeado como comissário extraordinário da Basílica de Santa Maria Maior, para reorganizar a vida do Capítulo e da Basílica, recebendo a dignidade de arcebispo titular de Tolentino.
Recebeu a ordenação episcopal em 15 de abril de 2023, na Basílica de Santa Maria Maior, do Cardeal Secretário de Estado Pietro Parolin, coadjuvado pelo cardeal Stanisław Ryłko, arcipreste da Basílica de Santa Maria Maior e por Edgar Peña Parra, substituto da Secretaria de Estado da Santa Sé.
Além do lituano, ele sabe francês, inglês, italiano, russo e espanhol.
Em 20 de março de 2024, a partir do quirógrafo do Papa Francisco datado de 19 de março do mesmo ano, foi nomeado como arcipreste coadjutor da Basílica de Santa Maria Maior.
Durante o Angelus de 6 de outubro de 2024, Papa Francisco anunciou que o criaria cardeal no Consistório de 7 de dezembro de 2024. Recebeu o barrete vermelho, o anel cardinalício e o título de cardeal-diácono de Santo Eustáquio.
Em 4 de julho de 2025 com a renuncia do Cardeal Stanisław Ryłko, sucedeu este como arcipreste da Basílica de Santa Maria Maior